# Докієнко Наталія Олександрівна
Ната́лія Олекса́ндрівна Докіє́нко — українська спортсменка, веслувальниця на байдарках, майстер спорту України з веслування на байдарках та каное, багаторазова чемпіонка України, учасниця чемпіонатів світу, чемпіонатів Європи, 2их, 3іх  Європейських Ігор,  член Національної збірної з веслування на байдарках та каное.

## Біографія
Народилася 19 січня 1996 року в місті Фастів Київської області.
У 2003—2013 році навчалася у Фастівській загальноосвітній школі I—III ступенів № 7, яку закінчила із золотою медаллю.
З 2013—2019 роках навчалася у Національному університеті фізичної культури та спорту.

## Кар'єра
Веслуванням на байдарках і каное почала займатися з 2003 року.
З 2012 року — майстер спорту України з веслування на байдарках.
З 2013 року — член Національної збірної України з веслування на байдарках і каное.
2014 року зайняла 4 місце на чемпіонаті світу серед студентів у Мінську (Білорусь).
2016 року стала учасницею молодіжних чемпіонатів світу та Європи та стала членом резерву Національної Олімпійської збірної з веслування на байдарках та каное на Олімпійські Ігри в Ріо-де-Жанейро.
2017 дебютувала на байдарці — одиночці на дорослому чемпіонат світу на дистанції 500 м в чеському Рачіце.
2018 року на чемпіонаті Європи в Белграді (Сербія), на дистанції 500 м на байдарці-одиночці завоювала ліцензію для країни на ІІ Європейські Ігри (2019 р.), де отримала право боротися за медалі, а на дистанції 1000 м була 9-ю.
2018 року на молодіжному чемпіонаті світу на олімпійській дистанції 500 м в складі байдарки-четвірки посіла 5 місце.
2019 року — учасниця ІІ Європейських Ігор в складі байдарки-четвірки.
2019 року на чемпіонаті Європи (Рачіце, Чехія) зайняла 4 та 5 місце на олімпійській дистанції 500 м в байдарці — двійці та байдарці — четвірці.
2019 року на чемпіонаті світу в Румунії, м. Пітешті, посіла 6 місце на дистанції 500 м.
2020 - чемпіонка України , к4 500м 
2021 - чемпіонка України 
2022 - 
International Sprint Race 
К-4 500м 1 місце
К1 200м 6 місце 
Чехія (Рачіце) 
І Етап Кубку світу 
К-4 500м 10 місце
Польща ( Познань)
ІІ Етап Кубку світу 
К4 500м 10 місце 
К2 500м ( відмінили фінал за погодних умов) 
К2 200м 4 місце 
Німеччина ( Мюнхен)
Чемпіонат Європи
К4 500м 9 місце ( вибороли ліцензію на Європейські Ігри) 
К2 1000м 6 місце 
2023 рік - бронзова призерка етапу кубку світу ( К-2 500м міх) ( Польща, Познань) 
2023 рік - 4 місце в к-2 міх 200м, 5 місце в к-4 500м на ІІІ Європейських Іграх ( Польща, Краків) 
2023- учасниця чемпіонату світу к4-500м, К-2 500м 
2023- чемпіонка України к4-500м 
Чемпіон України 2019 року з веслування на байдарках та каное серед юніорів та молоді до 23-х років у складі «четвірки» на дистанції 200 метрів та бронзовий призер на байдарці-одиночці на дистанції 200 та 500 метрів.
Наразі готується до відбору на олімпійські ігри.